# Drezdenko
Drezdenko (česky historicky Drezno,
dříve polsky Drzeń, německy Driesen) je město v západním Polsku v Lubušském vojvodství v okrese Strzelce-Drezdenko, sídlo městsko-vesnické gminy Drezdenko. Leží na hranici s Pomořanským vojvodstvím, asi 40 km východně od Gorzówa Wielkopolského. V roce 2024 zde žilo 9 400 obyvatel.

## Historie
Historicky je poprvé připomínáno jako pohraniční pevnost středověkého polského státu za vlády Boleslava III. Křivoústého. V roce 1317 získalo městská práva. Od roku 1945 je součástí moderního Polska.

## Doprava
Na železniční síť je napojeno prostřednictvím stanic Nowe Drezdenko (na trati Kostrzyn nad Odrą - Poznaň) a Drezdenko (Stare Bielice - Skwierzyna). Trať severní pruské dráhy dosáhla Drezdenka v roce 1857.

## Osobnosti
- Karl Ludwig Hencke (1793–1866), německý astronom
- Karl Ludwig Kahlbaum (1828–1899), německý psychiatrist
- Adam Krieger (1634–1666), německý varhaník a hudební skladatel
- Theodor Schönemann (1812–1868), německý matematik

## Partnerská města
- Wörth am Rhein, Německo
- Winsen, Německo